# Gradac (gmina Brus)
Gradac (cyr. Градац) – wieś w Serbii, w okręgu rasińskim, w gminie Brus. W 2011 roku liczyła 130 mieszkańców.